# 赤名峠
地図
赤名峠（あかなとうげ）は、島根県の飯南町と広島県の三次市とを結ぶ峠。

## 地理
北側が島根県飯石郡飯南町上赤名。南側が広島県三次市布野町横谷。
日本百名峠の一つ。古代から出雲地方と備後地方を結んでいた要路であった。中国山地の分水嶺をなしており、北側に斐伊川水系神戸川・南側に江の川水系布野川が流れている。地質は流紋岩（高田流紋岩）が主体。断層帯あるいは破砕帯で化学的風化によって侵食され、周囲より低くなったことで峠ができたと考えられている。
この峠道は事実上2度ルート変更があった。交通の要衝であったが、降雪で閉ざされることもある旧道は、ともすれば交通・生活・文化を閉塞させていたため、国道54号赤名トンネルが作られることになる。
- 「国道54号赤名トンネル」 - 現道
- 「明治の道」あるいは「大曲り」 - 明治時代に整備された道。赤名トンネルができるまでこの道が用いられた[8][9]。峠にはそれぞれ国境の碑が建立されている[10]。
- 「北野の古道」 - 江戸時代以前までの道。島根側は赤名北野地区から国道54号を斜めに横切る急斜面の道であった。現在も部分的に残っており、北野には入り口案内が設置されており途中に馬頭観音がある。国道54号で途切れるが、トンネル入口手前の黄色い案内標記のそばにある山道から峠に登る（下記の国土交通省松江国道事務所ライブカメラ位置）[11][8]。

### 赤名トンネル
- 路線名 : 国道54号
- 延長 : 599.8m [12]
- 標高 : 554m
- 開通 : 1964年（昭和39年）9月16日[7]
- 工事費 : 3億8千万円 [7]
- 制限速度：60km/h
- 備考 : トンネル内の県境には、出雲大社と宮島の大鳥居が描かれている[12]。

## 沿革

### 古代/中世
天平5年（733年）完成した『出雲国風土記』には以下の記載がある。
剗とは塹柵・城の濠や柵や垣根を意味する。つまり、出雲国飯石郡の郡家から81里のところに「三坂」という備後国三次郡との境があり常に関が設けられていた、という内容である。この三坂剗がこの峠であり、古代から関が設けられ出雲と備後との通行を取り締まっていた。柿本人麻呂がこの峠を通り現在の島根県美郷町湯抱で終焉を遂げたとする説を斎藤茂吉が唱えている。
中世、この峠の北側は赤穴荘といい少なくとも平安時代中頃には石清水八幡宮の荘園であった。つまり中世での名は「赤穴」であった。
のち赤穴荘を赤穴氏が、峠の南側は三吉氏が国人領主として支配した。2氏とも当初は尼子氏配下にあり、尼子氏による大内氏配下の毛利氏への進攻（吉田郡山城の戦い）の際にこの峠を超えて攻め入ったと言われている。のち三吉氏は大内氏配下の毛利氏につき、周辺その他の豪族も大内氏につく中、赤穴氏は最後まで尼子氏に従った。天文11年（1542年）大内氏が尼子氏へ進攻（第一次月山富田城の戦い）、大内氏に従って毛利氏が、そして三吉氏も従軍した。その前哨戦となった赤穴城での戦いの中で、三吉広隆が赤穴光清と顔を合わせ一騎打ちを挑んだ。
毛利氏による尼子氏進攻（第二次月山富田城の戦い）の際にもこの峠を超えて攻め入ったと言われている。

### 近世
近世、北側が松江藩の支藩にあたる広瀬藩、南側が広島藩一時期はその支藩にあたる三次藩の領地となり、峠は藩境となった。特にこの峠道は1607-08年ごろ以後に石見銀山奉行大久保長安によって再整備されたと言われている。これは幕府直轄となった銀山から天候に左右されず安全に銀を運ぶ手段として海路輸送から陸路輸送に切り替えることになり、銀山から尾道までの街道（石見銀山街道）を整備したという。
寛永10年（1633年）広島藩はこの道を官道に指定し宿駅・一里塚など整備し名を「雲石街道」と称した。藩境に石碑を建てたのもこのときである。出雲藩の正式呼称は不明であるが、現在島根県が公開している資料では「宍道尾道街道」「銀山街道」としている。寛文年間（1661年-1673年）頃、赤穴から「赤名」に名が変わったという。石見・出雲（宍道）・備後（尾道）からの街道が交わる赤名宿は交通の要所として発展した。
この峠は銀山街道の最高所であり街道の中での難所中の難所であった。銀は御用貨物で毎年旧暦11月に助郷、つまり雪の降る中で各村は人馬を無償で駆り出された。更に赤名峠での運搬は布野のものは事実上免除され赤名のものが三次まで運ばなければならなかったことから、相当な負担であった。
この待遇に赤名方面21村を代表して赤名の総代庄屋がまず布野庄屋に訴えたが解決に至らず、更に文化8年（1811年）広瀬藩や銀山を管轄する大森代官所へ上申したものの実らず、同年公儀へ訴えた。この「赤名愁訴」と呼ばれた訴訟は8年あるいは10年に及んだものの、結果は赤名21村周辺の6ないし7村にも助郷が加えられただけで、赤名の言い分は聞き入られなかった。

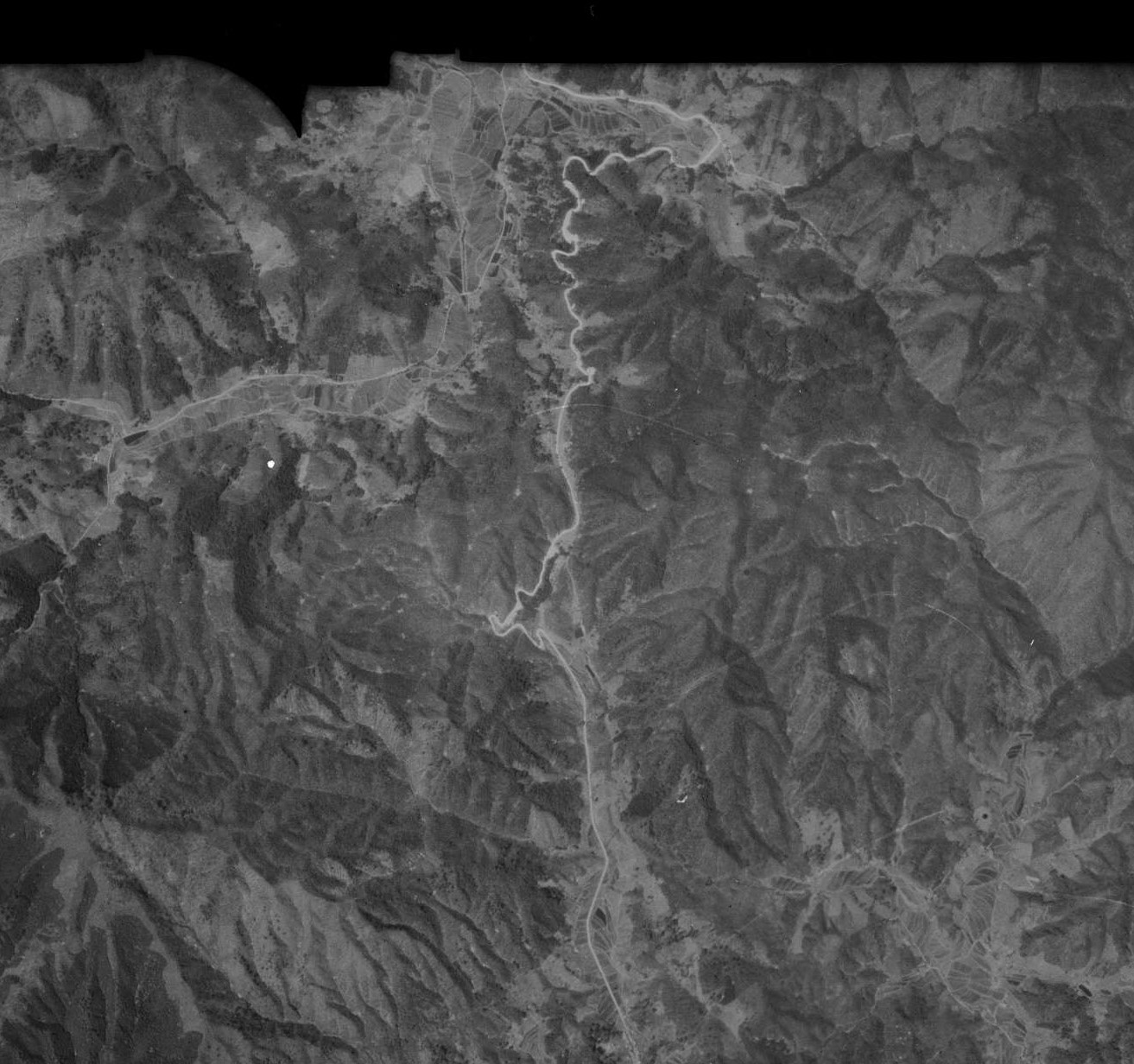
1948年米軍撮影。明治の道と北野の古道（江戸期以前の道）が見える。

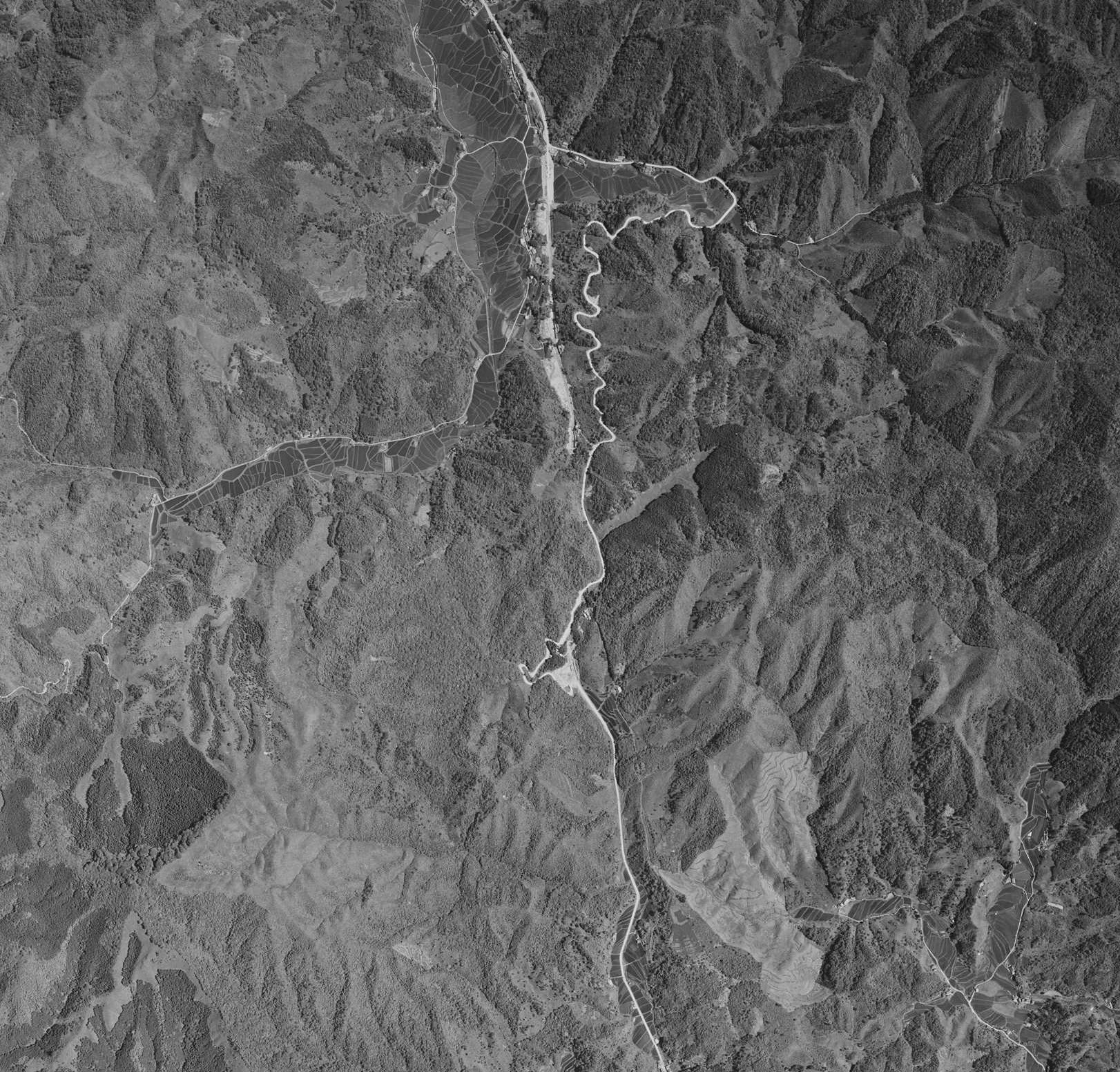
1964年赤名トンネル完成年。

また近世中期頃から盛んになった出雲大社参りにもこの道が用いられた。現在広島備北では郷土料理としてワニ料理があるが、江戸後期から山陰側の港で水揚げされたふかひれを取ったサメ（ワニ）の身を街道に沿って赤名峠を超え南側に販路を求めていったことで定着したものと見られている。文化8年（1811年）伊能忠敬が測量に訪れた記録が残る。
明治に入ると、峠にあった関所は廃止となった。

### 近代/現代
明治18年（1885年）道路改修が始まる。整備理由の一つには広島と松江を結ぶ軍用道路として考えられていたためでもあり、山陰側で士族反乱が起きたときに広島鎮台から軍を派遣し鎮圧するのが狙いであった。勾配が緩やかになり荷車が通れる道へと改修が進み、明治20年（1887年）赤名-布野間の工事が完成する。これが現在「明治の道」と呼ばれる旧道である。島根側では「宍道広島街道」と呼ばれていた。
明治・大正期にはこの峠を往還する荷馬車で賑わった。峠には茶屋があり、休憩に訪れるものがいたという。明治24年（1891年）小泉八雲が第五高等学校英語教師に着任するため松江からこの峠道を超えて熊本へ向かっている。日清戦争時には山陰から広島へ兵を招集するために用いられた。田山花袋は紀行文『日本一周』の中で、三次から人力車に乗ってこの峠を超え出雲大社参りをしたことを書いている。大正7年（1918年）から乗合バスの通行が始まった。
昭和26年（1951年）島根・広島両県の関係町村で「赤名峠隧道工事期成同盟会」を結成、トンネル化に向けて動き出した。これを機に広島松江間の国道化を要望する「広島松江線国道改修期成同盟会」が発足し、これが実り道路改修工事が進められた。トンネル工事は道路改修より先になる昭和36年（1961年）着工、特に1964年東京オリンピックの聖火ランナーが広島から松江に向かう際の経路に決まったため急ピッチで工事が進められたという。工事中である昭和38年（1963年）サンパチ豪雪が起こる。1月10日ごろから赤名峠は完全に閉鎖された。それのみならず中国山地の道の多くは雪によって分断され、物資の届かないまま孤立する山間部の集落は不安に苛まれたという。全線復旧したのは約40日後の2月25日のことたった。
この翌年になる昭和39年（1964年）9月16日赤名トンネルが開通した。その5日後になる同年9月21日聖火ランナーは三次からトンネルを通って島根に向かった。昭和40年（1965年）一般国道国道54号となる。
旧道はその後荒れ果てた。2007年石見銀山が世界遺産に登録されたことを機に銀山街道が注目されることになりその中で旧道の美化が行われた。また2008年から峠を挟んだ飯南町と布野町とで国盗り綱引き大会（峠の国盗り綱引き合戦）がはじまったものの、2015年第8回を最後に途絶えている。

## 文化

### 短歌
アララギ派で布野出身の中村憲吉がこのあたりの風景を詠んだ歌が刻まれた中村憲吉歌碑が峠道に建立されている。また同じくアララギ派で友人の斎藤茂吉や平福百穂をこの峠まで見送ったことを詠んだ歌を残している。
柿本人麻呂研究で知られ名著『柿本人麿』を公表した斎藤茂吉は一句詠んでいる。人麻呂研究の一環としてあるいは友人の憲吉を偲んで度々この地を訪れており、少なくとも5回峠を通っている。
憲吉を偲んで中国路を旅した山下陸奥は『純林』の中で歌を残している。

### 文学・映画
『荷車の歌』
山代巴作の小説。赤名峠前後の布野から赤名あたりの坂道が舞台で、荷車を引いて木炭を運んでいた女性の物語。
小説発表後、農村部の女性たちによる熱狂的な反響によって全国の農協（農業協同組合）婦人部がカンパで映画制作費を捻出して、山本薩夫の監督により映画化された。
『たたら侍』
2017年公開のたたら製鉄をテーマとした映画。ロケ地として用いられている。

## 参考資料
- 『赤名村誌』島根県飯石郡赤名村、1932年。2018年12月24日閲覧。